# 歴代名画記
『歴代名画記』（れきだいめいがき）は、中国唐の高級官僚である張彦遠が著した画論・画史の著作である。先史から唐朝までの絵画資料を広く集め整理著述され、研究者にとり文献資料として不可欠とされる。

## 概要
張彦遠は当時興隆しはじめていた溌墨などの逸格の風潮を嘆き、画の六法によった製作規範を尊んで著述に及んだものとされる。画の勧戒主義が色濃く、強引な論述も散見される。また長い年月の間に誤字脱字を招き難解な部分も多い。しかし、画に対する高邁な理想は格調高く、後世に強い影響を与えた。加えて本書以外に伝えられなかった記事・画論が多く文献資料としての価値が高い。
全10巻のうち、前半の3巻までは叙論であり、大中元年（847年）頃に成立したと思われる。冒頭の「画の源流を叙す」は名文で知られ、この画論の基調をなす。次の「画の興廃を叙す」とは本来は一連の文章であったとする説が有力である。「画の六法を論ず」では謝赫から始まる気韻論がその後、どのように発展したのかを伝えている。
後半の4巻以降は大中7年（853年）に増補されたと推定される。この後半では伝説時代から会昌元年（841年）まで歴代の画家370人の小伝や作品が年代順に掲載されている。

## 掲載された主な画家
- 諸葛亮
- 王羲之
- 顧愷之
- 陶弘景
- 陸探微
- 呉道子
- 閻立本
- 薛稷
- 李思訓
- 王維

## 全文
- 歷代名畫記（維基文庫）
- 歴代名画記 / 張彦遠著 ; 四賀煌編 (東洋画論集. 上巻) (中央美術社, 1926. 近代デジタルライブラリー所収)